# Brit Awards 1996
16 ceremonia rozdania BRIT Awards, prestiżowych nagród wręczanych przez Brytyjski Przemysł Fonograficzny odbyła się 19 lutego 1996 roku. Wydarzenie to miało miejsce po raz pierwszy w Earls Court w Londynie w Wielkiej Brytanii.

## Nominacje i zwycięzcy
| Brytyjski album roku | Utwór roku |
| --- | --- |
| - Oasis – (What's the Story) Morning Glory? - Blur – The Great Escape - Pulp – Different Class - Radiohead – The Bends - Paul Weller – Stanley Road | - Take That – "Back for Good" - Blur – "Country House" - Everything but the Girl – "Missing" - Oasis – "Wonderwall" - Pulp – "Common People" |
| Najlepszy brytyjski artysta | Najlepsza brytyjska artystka |
| - Paul Weller - Edwyn Collins - Jimmy Nail - Tricky - Van Morrison                                                                                  | - Annie Lennox - Joan Armatrading - PJ Harvey - Shara Nelson - Vanessa Mae                                                                   |
| Najlepsza brytyjska grupa | Najlepszy nowy wykonawca |
| - Oasis - Blur - Lightning Seeds - Pulp - Radiohead                                                                                                 | - Supergrass - Black Grape - Cast - Elastica - Tricky                                                                                        |
| Najlepszy artysta międzynarodowy | Najlepsza artystka międzynarodowa |
| - Prince - Coolio - Lenny Kravitz - Meat Loaf - Neil Young                                                                                          | - Björk - Alanis Morissette - Celine Dion - k.d. lang - Mariah Carey                                                                         |
| Najlepszy zespół międzynarodowy | Najlepszy nowy wykonawca międzynarodowy |
| - Green Day - Foo Fighters - Garbage - Bon Jovi - TLC                                                                                               | - Alanis Morissette - Boyzone - Foo Fighters - Garbage - Tina Arena                                                                          |